# نيكول بروك لارسن
نيكول بروك لارسن هي لاعبة غولف دنماركية، ولدت في 14 مايو 1993.

## روابط خارجية
- نيكول بروك لارسن على موقع رابطة لاعبات الغولف المحترفات (الإنجليزية)
- نيكول بروك لارسن على موقع رابطة أوروبا للاعبات الغولف المحترفات (الإنجليزية)
- نيكول بروك لارسن على موقع أوليمبيديا (الإنجليزية)